# Crowley (película)
Crowley es una película uruguaya de 1986. Dirigida por Ricardo Islas, es un film de terror del subgénero vampírico.
En 1990 tuvo su secuela: Las cenizas de Crowley, del mismo director.

## Reparto
| Actor         | Personaje |
| ------------- | --------- |
| Ricardo Islas | Crowley   |